# Mokoliʻi
Mokoliʻi conosciuta come "Cappello Cinese" è un'isola di ~5 ettari alta 206 piedi (63 metri) situata a circa cinquecento metri al largo del parco regionale di Kualoa a Kāne'ohe Bay, Oahu, (Hawaii).
L'isola di origine vulcanica (il che spiega la sua caratteristica forma a cappello) un tempo era un pinnacolo di basalto su una cresta collegata alla odierna Kualoa Park, essa successivamente a causa degli agenti atmosferici si erose creando l'isola.
Mokoliʻi è circondata da scogliere poco profonde, permettendo alla gente di visitarla anche con le basse maree.

## Normativa
Mokoliʻi è di proprietà della città e contea di Honolulu e fa parte del Kualoa Regional Park. Le regole del parco si applicano anche all'isola. Leggi statali e federali invitano proteggere tutte le specie autoctone e piante.

## Uccelli
In passato, un piccolo numero di fetonti dalla coda bianca e dalla coda rossa (Phaethon lepturus e Phaethon rubricauda) si annidarono su Mokoli'i. Oggi, vi è nidificata solo una specie Puffinus pacificus. Dal 1940, erano presenti i ratti neri, anche se forse solo periodicamente, e sono stati sospettati di sopprimere la ripruduzione degli uccelli, nutrendosi di uova e pulcini.
Nel 2002, l'Hawaii DOFAW e un gruppo di volontari della comunità scacciarono la minaccia dall'isolotto. Nello stesso anno, 131 pulcini furono liberati e 203 nel 2003. Tuttavia, il successo si trasformò in fallimento nonostante il fatto che non vi è alcun segno di ratti. Una particolare razza di formiche sono sospettate di essere la causa (vedi insetti).

## Vegetazione
Mokoli'i è dominata da piante non native, ma diverse specie autoctone possono essere ancora trovate. Un'indagine tenutasi nel 2005 ha trovato 72 diverse specie di piante, includendo 52 di tipo alieno e 20 autoctone. Questo è stato il numero più alto del totale, specie aliene, e native presenti su qualsiasi isolotto di Oahu. Le specie autoctone sono più comuni nelle zone costiere e nelle zone esposte a forte vento costante e alla nebbia salina.
Nel 1983, la US Fish and Wildlife Service considerò Mokoli'i un habitat critico per la specie in via di estinzione di Panicum fauriei var. Carteri.

## Insetti
Alcuni sondaggi indicano che la maggior parte degli insetti su Mokoli'i non sono del posto. Probabilmente l'insetto più significativo non autoctono è la "formica pazza gialla", (Anoplolepis gracilipes).